# Starkarnstjärnet
Starkarnstjärnet är en sjö i Dals-Eds kommun i Dalsland och ingår i Enningdalsälvens huvudavrinningsområde. Sjön har en area på 0,15 kvadratkilometer och ligger 144,4 meter över havet. Vid provfiske har abborre, gädda och mört fångats i sjön.

## Delavrinningsområde
Starkarnstjärnet ingår i det delavrinningsområde (653762-126359) som SMHI kallar för Utloppet av Mellan-Kornsjön. Medelhöjden är 163 meter över havet och ytan är 30,48 kvadratkilometer. Räknas de 6 avrinningsområdena uppströms in blir den ackumulerade arean 146,9 kvadratkilometer. Avrinningsområdets utflöde Enningdalsälven (Nordaneälven) mynnar i havet. Avrinningsområdet består mestadels av skog (75 procent). Avrinningsområdet har 2,62 kvadratkilometer vattenytor vilket ger det en sjöprocent på 8,6 procent.